# كفاية يا عين (فلم)
كفاية يا عين  فيلم دراما وتشويق وإثارة للمخرج حسام الدين مصطفى  الذي كتب السيناريو في أول أعماله السينمائية. الفيلم عن قصة وحوار الكاتب يوسف جوهر  ومن بطولة ماجدة وكمال الشناوي ومحمود المليجي وعباس فارس. تدور الأحداث حول علاقة عاطفية تنشأ بين كمال ونادية ولكن الأخ غير الشقيق لكمال يتدخل وعندما يفشل في كسب عاطفة نادية يلجأ إلى مكيدة تدخل كمال السجن ليخلو له وجه حبيبته.
صدر الفيلم إلى دور العرض المصرية في 10 سبتمبر 1956.
منح موقع قاعدة بيانات الأفلام على الإنترنت (IMDB) الفيلم درجة 7.1/ 10.
منح موقع قاعدة بيانات الأفلام العربية «السينما.كوم» الفيلم درجة 4.8/ 10.

## طاقم التمثيل
ماجدة: في دور نادية (ابنة الثرية فاطمة هانم)
كمال الشناوي: في دور كمال حافظ (طالب جامعي)
محمود المليجي: في دور فتحي حافظ
عباس فارس: في دور حافظ (مستأجر أرض زراعية)
زينب صدقي: في دور فاطمة هانم (مالكة الأرض)
إستيفان روستي: في دور عنبر (صديق محمود على مائدة القمار)
ثريا فخري: في دور كريمة (زوجة حافظ)
نعمت مختار: في دور الراقصة
أحمد بالي: في دور الطبيب
بالاشتراك مع: محسن حسنين 

## أحداث الفيلم
تلتقي نادية (ماجدة) وكمال (كمال الشناوي) في نادي التنس، كان كمال يراقبها في الملعب منذ أسبوع دون أن تتاح له فرصة التعرف عليها. تصيب كرة التنس كمال، ويأخذ الكرة وينزل بها إلى الملعب، ويسلمها إلى نادية يدا بيد وتصبح معرفة. نادية هذه ابنة جارة والد كمال في بلدتهم، ويكلف والد كمال بإيصال مبلغ مائتي جنيه إليها فيكلف كمال بدوره شقيقه فتحي (محمود المليجي) لينوب عنه، وتبدأ المنافسة بين كمال وفتحي، المنافسة على نادية، فالأول يحبها والثانى يحب مالها. يخسر فتحي المبلغ على مائدة القمار ويعود إلى بيته بلا نقود، ويكتشف الأب الأمر فيأخذ فتحي إلى مكتبه ثم يكشف له سرا ويخبره أنه ليس ابنه. يخرج فتحي وقد أظلمت الدنيا في عينيه، يدبر فتحي بمساعدة عنبر (إستيفان روستي) مؤامرة لكمال تنتهي بضبطه متلبساً بإحراز مخدرات، وتؤدي به إلى السجن. تزور نادية حبيبها كمال في السجن وتعاهده على الوفاء. يجتذب فتحي قلب أم نادية بكلمات ومجاملات، وتضغط الأم على الابنة حتى تقبل الزواج من فتحي، بعد أن تقنعها بأن كمال لم يكن إلا دنجوان. تصبح نادية زوجة لفتحي، تحت الضغط، وتلفظ الأم أنفاسها الأخيرة بعد إتمام الزواج. يخرج كمال من السجن ليجد أباه وفتحي، ويرفض كمال الركوب معهم، ويحاول الاتصال بنادية بلا جدوى. يذهب كمال إلى بيته فيجد نادية قد أصبحت زوجة أخيه، ويثور كمال ويتهمها بالخيانة ثم يكتشف أنها ضحية الظروف. تكتشف نادية السر، وتستولي على الخطاب الذي يدين فتحي، وتطالب بالطلاق ويحتال فتحي على زوجته حتى تركب معه السيارة فيفر بها إلى العزبة، وهناك يحاول قتلها، لكنها تتمكن من الإتصال بكمال الذي يسارع لنجدتها. تنشب معركة بين الأخوين تنتهي بضربة طائشة موجهة من فتحي إلى صدر كمال، لكن كمال يقفز بمهارة فتستقر السكين في صدر أخيه.

## أغاني وألحان الفيلم
الأغنية الإذاعية «كفاية ياعين» موسيقى وغناء فريد الأطرش - كلمات يوسف بدروس 
صولو للحن «والله مانا سالي» للموسيقار محمد عبد الوهاب
قدم المخرج حسام الدين مصطفى شكره على الشاشة، قبل ظهور العناوين، وكتب: «أقدم خالص شكري للإذاعة المصرية على تصريحها لي باستعمال أغنية» كفاية يا عين«وهي إحدى أغنياتها المختارة». ثم يعود ويشكر فريد الأطرش بعد عناوين المقدمة ويكتب: «صفحة شكر للموسيقار فريد الأطرش صاحب لحن» كفاية يا عين«. يلي ذلك:» شكراً للموسيقار محمد عبد الوهاب على اهدائه لحن «والله مانا سالي».

## الفيلم والمخرج
"مسعد'' هو الاسم الحقيقي لحسام الدين مصطفى، وهو الابن الخامس لأسرة ثرية. تخرج حسام الدين مصطفى من المعهد العالي للسينما في عام 1950، وواصل دراسة السينما حيث سافر إلى مدينة هوليوود بالولايات المتحدة الأمريكية لدراسة السينما والإخراج في نفس عام تخرجه رغم رفض أسرته، وعاد 1956 ليبدأ مشواره مع الاخراج، وكان أول أفلامه "كفاية يا عين". وقد واجه حسام الدين مصطفى، بعد عودته من أمريكا، العديد من الصعوبات واضطر إلى إنتاج "كفاية يا عين" على حسابه الخاص.

## روابط خارجية
- مقالات تستعمل روابط فنية بلا صلة مع ويكي بيانات
- كفاية يا عين على موقع الدهليز

https://letterboxd.com/film/film:672122/ كفاية يا عين (فيلم)
https://www.themoviedb.org/movie/751192 كفاية يا عين (فيلم)
https://www.youtube.com/watch?v=V4hF8JcM7eg كفاية يا عين (فيلم)
https://www.youtube.com/watch?v=avLNzAugFEY كفاية يا عين (فيلم)